# Grande Prairie-Smoky
Circonscription électorale provinciale du Canada
Grande Prairie-Smoky est une circonscription électorale provinciale de l'Alberta (Canada), située dans le nord-ouest de la province. Elle comprend la moitié nord de la cité de Grande Prairie et le boug de Valleyview. Son député est Todd Loewen du parti Wildrose.

## Liste des députés
| Années | Années      | Député            | Parti politique           |
| ------ | ----------- | ----------------- | ------------------------- |
|        | 1993 - 1997 | Walter Paszkowski | Progressiste-Conservateur |
|        | 1997 - 2001 | Walter Paszkowski | Progressiste-Conservateur |
|        | 2001 - 2014 | Mel Knight        | Progressiste-Conservateur |
|        | 2004 - 2008 | Mel Knight        | Progressiste-Conservateur |
|        | 2008 - 2012 | Mel Knight        | Progressiste-Conservateur |
|        | 2012 - 2015 | Everett McDonald  | Progressiste-Conservateur |
|        | 2015 - 2019 | Todd Loewen       | Wildrose                  |

## Résultats électoraux
| Élection générale albertaine de 2015 : Grande Prairie-Smoky | Élection générale albertaine de 2015 : Grande Prairie-Smoky | Élection générale albertaine de 2015 : Grande Prairie-Smoky | Élection générale albertaine de 2015 : Grande Prairie-Smoky | Élection générale albertaine de 2015 : Grande Prairie-Smoky | Élection générale albertaine de 2015 : Grande Prairie-Smoky |
| Parti                                                       | Parti                                                       | Candidat                                                    | Voix                                                        | %                                                           | ± %                                                         |
| ----------------------------------------------------------- | ----------------------------------------------------------- | ----------------------------------------------------------- | ----------------------------------------------------------- | ----------------------------------------------------------- | ----------------------------------------------------------- |
|                                                             | Wildrose                                                    | Todd Loewen                                                 | 5 345                                                       | 33,17 %                                                     | -7,95 %                                                     |
|                                                             | Néo-démocrate                                               | Todd Russell                                                | 5 009                                                       | 31,10 %                                                     | +24,75 %                                                    |
|                                                             | Progressiste-Conservateur                                   | Everett McDonald                                            | 4 968                                                       | 30,84 %                                                     | -15,09 %                                                    |
|                                                             | Libéral                                                     | Kevin McLean                                                | 787                                                         | 4,89 %                                                      | +0,04 %                                                     |
| Total                                                       | Total                                                       | Total                                                       | 16 107                                                      | 100,00 %                                                    |                                                             |